# Lycaena tityrus
Lycaena tityrus é uma espécie de insetos lepidópteros, mais especificamente de borboletas pertencente à família Lycaenidae.
A autoridade científica da espécie é Poda, tendo sido descrita no ano de 1761.
Trata-se de uma espécie presente no território português.

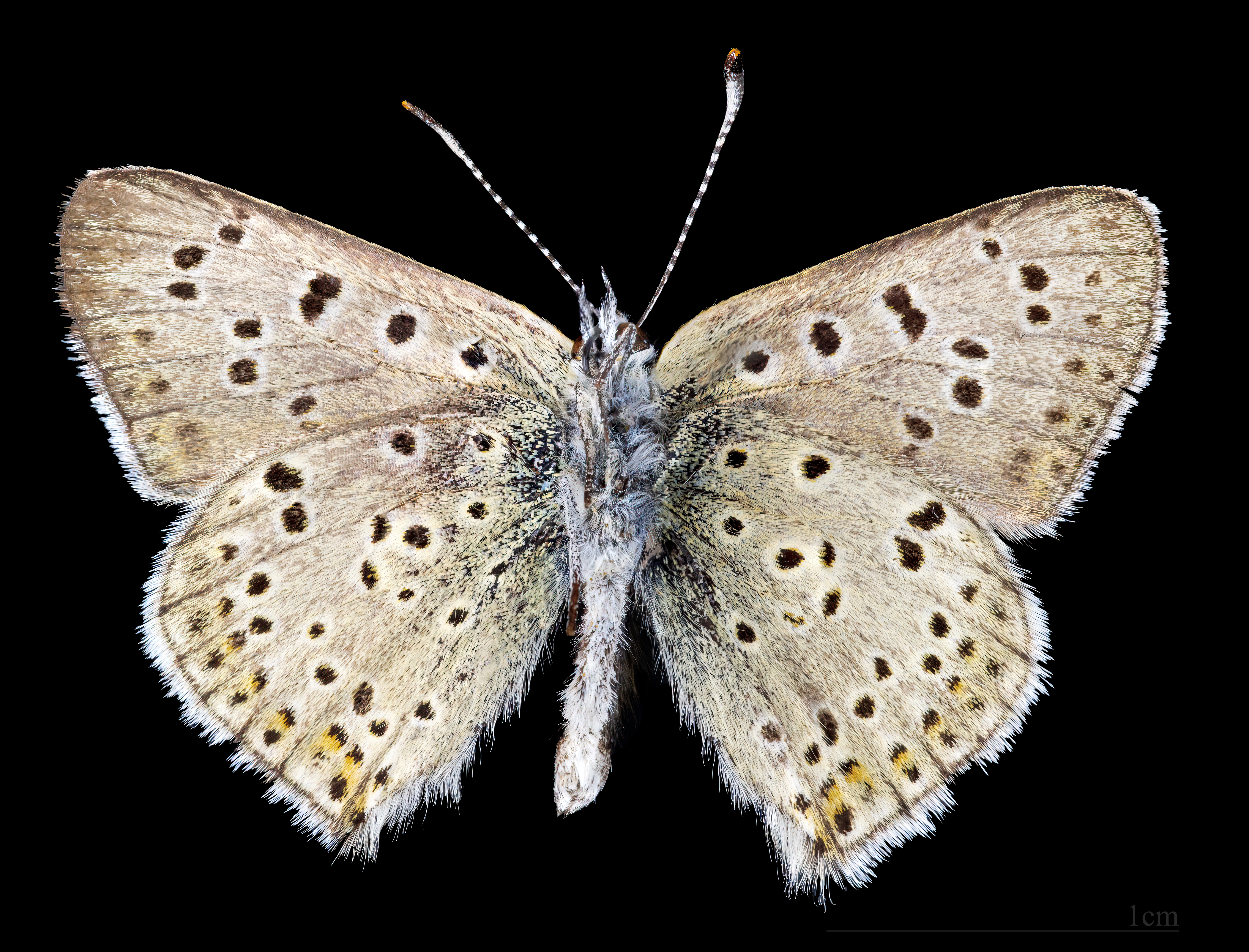
Lycaena tityrus ♀ △